# Igor Grosu
Igor Grosu (Andrușul de Sus, 30 novembre 1972) è un politico moldavo, membro del parlamento della Moldavia dal marzo 2019.
Grosu è il leader ad interim del Partito di Azione e Solidarietà (PAS) da dicembre 2020.
Si è laureato in storia all'Università Statale della Moldavia nel 1995. Dal 2012 al 2015 è stato Viceministro dell'Educazione, e poi consigliere del Primo Ministro sui temi della scienza, educazione, sanità e protezione sociale. Nel 2016 diventa cofondatore e segretario generale del Partito di Azione e Solidarietà insieme a Maia Sandu. Alle elezioni parlamentari del 2019 viene eletto deputato sulle liste nazionali del blocco elettorale ACUM.
Il 16 marzo 2021 è stato proposto dalla presidente Maia Sandu alla carica di Primo Ministro, ma il voto in parlamento non ha raggiunto il quorum. Dopo le elezioni parlamentari anticipate, il 29 luglio è stato eletto presidente del parlamento con 64 voti su 101.